# Герб Гуанахуато
Герб вільної та суверенної держави Гуанахуато, який спочатку належав лише однойменному місту, був створений і наданий королем Іспанії Феліпе V 8 грудня 1741 року, який, у свою чергу, дав цьому місту титул «Дуже благородне і дуже лояльне місто Санта-Фе і Реал-де-Мінас-де-Гуанахуато». Герб, поряд з прапором і гімном, є одним із трьох офіційних символів штату.
Герб став офіційним через 281 рік — 16 листопада 2023 року, коли він був згаданий у «Законі про герб, прапор і гімн штату Гуанахуато» під час перебування на посаді губернатора Дієго Сінхуе Родрігеса Вальєхо, в рамках святкування 200-річчя створення штату.

## Королівський указ
Королівський указ про заснування міста Гуанахуато був виданий 8 грудня 1741 року в палаці Буен-Ретіро на ім'я Феліпе V його секретарем: Фернандо Трівіньо.

Витяг із документа:
Дон Феліпе з ласки Д. Бога, король Кастилії, Леона, Арагону, обох Сицилій, Єрусалиму, Наварри, Гранади, Толедо, Валенсії, Галісії, Майорки, Севільї, Сардинії, Кордови, Корсики, Мурсії, Хаена, Алгарвесу, Альгесірасу, Гібралтару, Канарських островів, Індії, островів і материка Океанії, ерцгерцог Австрійський, герцог Бургундський, Браванте і Мілана, граф Габсбурзький, Фландрії, Тіролю і Барселони, володар Віскаї і Моліни тощо.

 Оскільки Кабільйо де Юстиція, та Реґіон де ла Вілла де Санта Фе, та Реал де Мінас де Ґуанахуато, що в Королівстві Нової Іспанії, повідомили мені, що його розташування та клімат настільки сприятливі та здорові, що завдяки своїм благам, рясним плодам, водам та іншим вимогам, передбаченим першим законом п'ятого розділу четвертої книги збірки Індійських законів, він може отримати звання міста, а також сприятливі умови, що надаються його багатими срібними та золотими копальнями, значно збільшили його околиці, населення, будівлі, маєтки, мешканців, з великою кількістю пасажирів, які відвідують його, завдяки зростанню торгівлі та комерції, приваблені його багатством та великою кількістю плодів; і що в даний час він є одним з найбільш корисних Reales de Minas Нової Іспанії [. ...] все вищезазначене є очевидним з представлених ним документів, внаслідок чого він просив мене надати йому титул такого [міста] з почестями і правом користуватися гербом і відомими та визначними відзнаками, які вони мають у своєму гербі, з печаткою віри, і правом використовувати їх як у своїх капітулах, так і на знаменах, штандартах, прапорах, печатках, громадських роботах та інших частинах, які він може вважати за потрібне [...].
Я вирішив, порадившись чотирнадцятого жовтня минулого року, вшанувати та облагородити, прикрасити та сублімувати вищезгадану Вілья-де-Санта-Фе та Реал-де-Мінас-де-Гуанахуато титулом Міста, якого воно прагне та просить, надавши йому герб, привілеї та пільги, які відповідають йому за законом, та згідно з тим, як вони користуються та дозволені іншим суфраганам столиці цього Королівства [...]. ...] і щоб Лорди-Королі, які прийдуть мені на зміну, називали його так, і яким я доручаю захищати і сприяти цьому новому Місту, і охороняти його, і змусити їх охороняти милості і привілеї, до яких воно належить. [...]

 Дано в Буен Ретіро восьмого грудня тисяча сімсот сорок першого — я, король —

## Опис
Герб складається із золотої пластини із зображенням Святої Віри в центрі, представленої у вигляді жінки із зав'язаними очима, яка тримає в правій руці чашу та гостію, а в лівій — латинський хрест і лаврову гілку. В основі — мушля, яку підтримують дві лаврові гілки, переплетені синьою ниткою. Вони, в свою чергу, спираються на мармурову підставку, також прикрашену золотом. У верхній частині герба знаходиться королівська корона Кастилії, у відкритому або дитячому варіанті, яка підтримується листям аканта.

Герб простого щита такий:
Із золота, срібна жінка із зав'язаними очима, з чорним волоссям та в лазурі та червоних тонах, тримаючи в правій руці золоту чашу, додану до срібної гостії, а лівою — латинський хрест зі срібла та гілку лавра.

## Офіційний опис
Опис наведено в Законі про щит, прапор і гімн штату Гуанахуато:
Щит складається із золотої пластини, в центрі якої зображено Віру. У своїй основі він з'єднаний у раковину, яку підтримують дві лаврові гілки, перев'язані блакитною стрічкою, що повністю лежить на полиці складного ордера, яка представляє істоту з кольорового мармуру з золотими прикрасами. Його голова або гребінь щита утворює корону, що підтримується платформою з листя аканта.

## Символіка
Фігура Святої Віри представляє католицьку віру та її тріумф у місті Гранада (Іспанія) над мусульманами в 1492 році від рук Фердинанда та Ізабелли, католицьких монархів. Фон і золоті прикраси представляють мінерали та дорогоцінні метали території Гуанахуато, а також основу — мармур, знайдений у регіоні. Королівська корона у верхній частині уособлює благодать міста перед королями Іспанії.
Чому саме цей герб обрали для міста, достеменно невідомо. Найпрямішим зв'язком між містом і відвоюванням є образ, шанований всередині колегіальної базиліки Богоматері Гуанахуато, який, за тим, що було сказано, був вирізьблений андалузьким майстром під час мусульманського завоювання Піренейського півострова та схований. у печері, знайдений після захоплення Гранади (майже 800 років потому) у ідеальному стані та подарований королем Карлосом I та його сином Феліпе II у 1557 році місту Гуанахуато на знак подяки за послуги, надані короні.

## Використання
Герб Гуанахуато офіційно затверджений Законом про герб, прапор і гімн штату Гуанахуато від 16 листопада 2023 року. Він використовувався як логотип уряду штату у 1999—2006 роках (за часів урядів Рамона Мартіна Уерти та Хуана Карлоса Ромеро Хікса), а також неодноразово використовувався муніципальною владою міста Гуанахуато.
Він також часто зустрічається на бланках офіційної документації освітніх та державних установ. Він також використовувався поліцією штату в період з 2009 по 2019 рік і використовується Державною радою громадської безпеки. Його також можна знайти на звороті банкнот номіналом 1000 мексиканських песо серії F як частину дизайну вітража Університету Гуанахуато, що перебував в обігу між 2008 і 2020 роками.

## Галерея

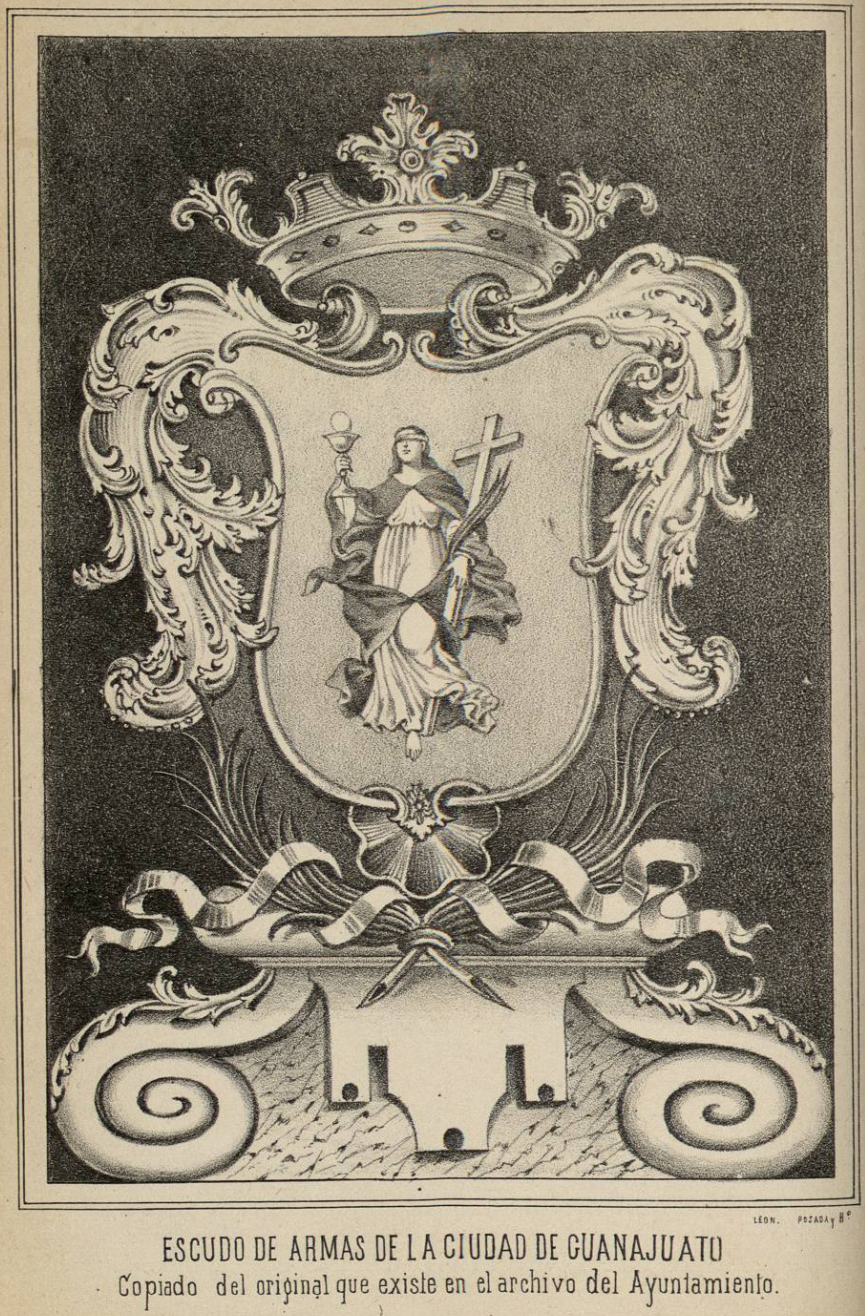
Копія оригінального герба міста Гуанахуато, знайдена в архівах мерії.
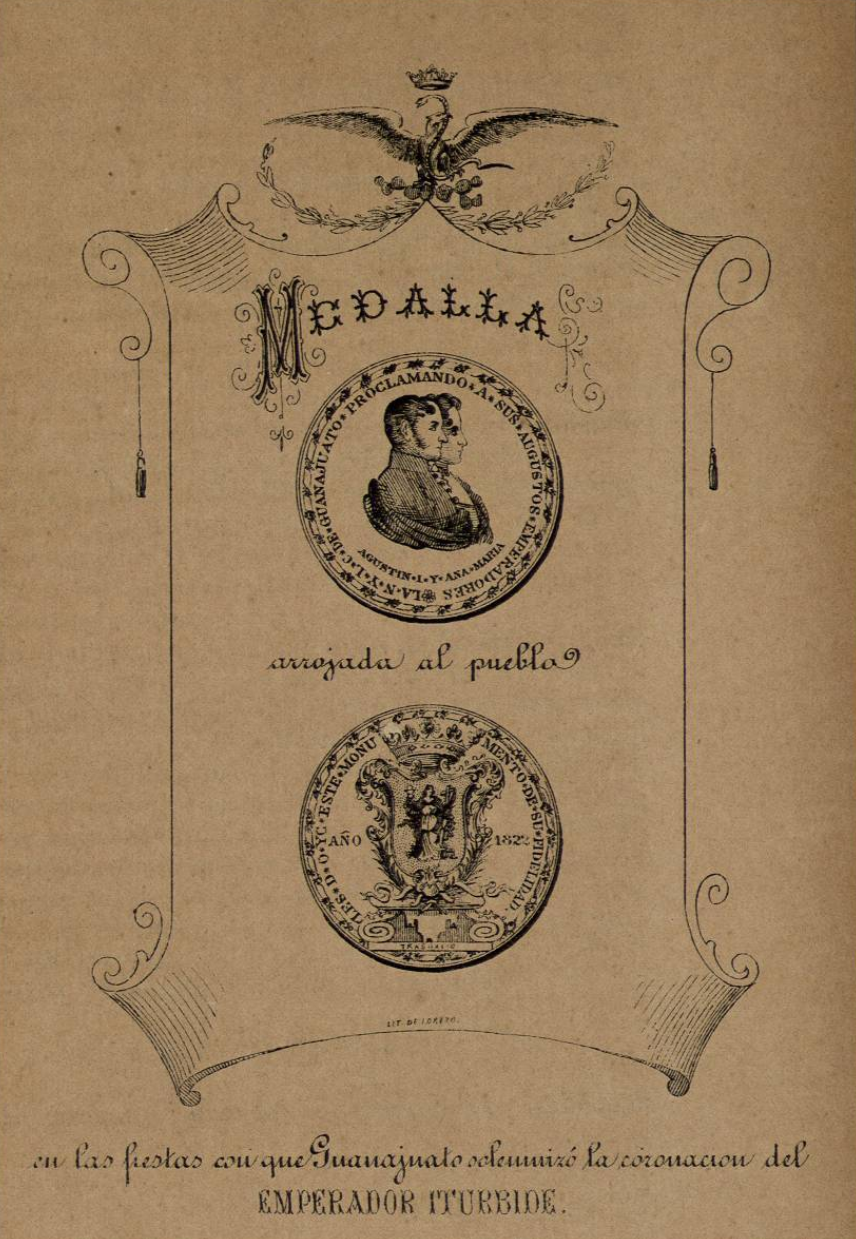
Герб, зображений на реверсі медалей, подарованих жителям Гуанахуато під час урочистостей з нагоди коронації імператора Аґустіна I та Ани Марії Уарте в листопаді 1822 року.
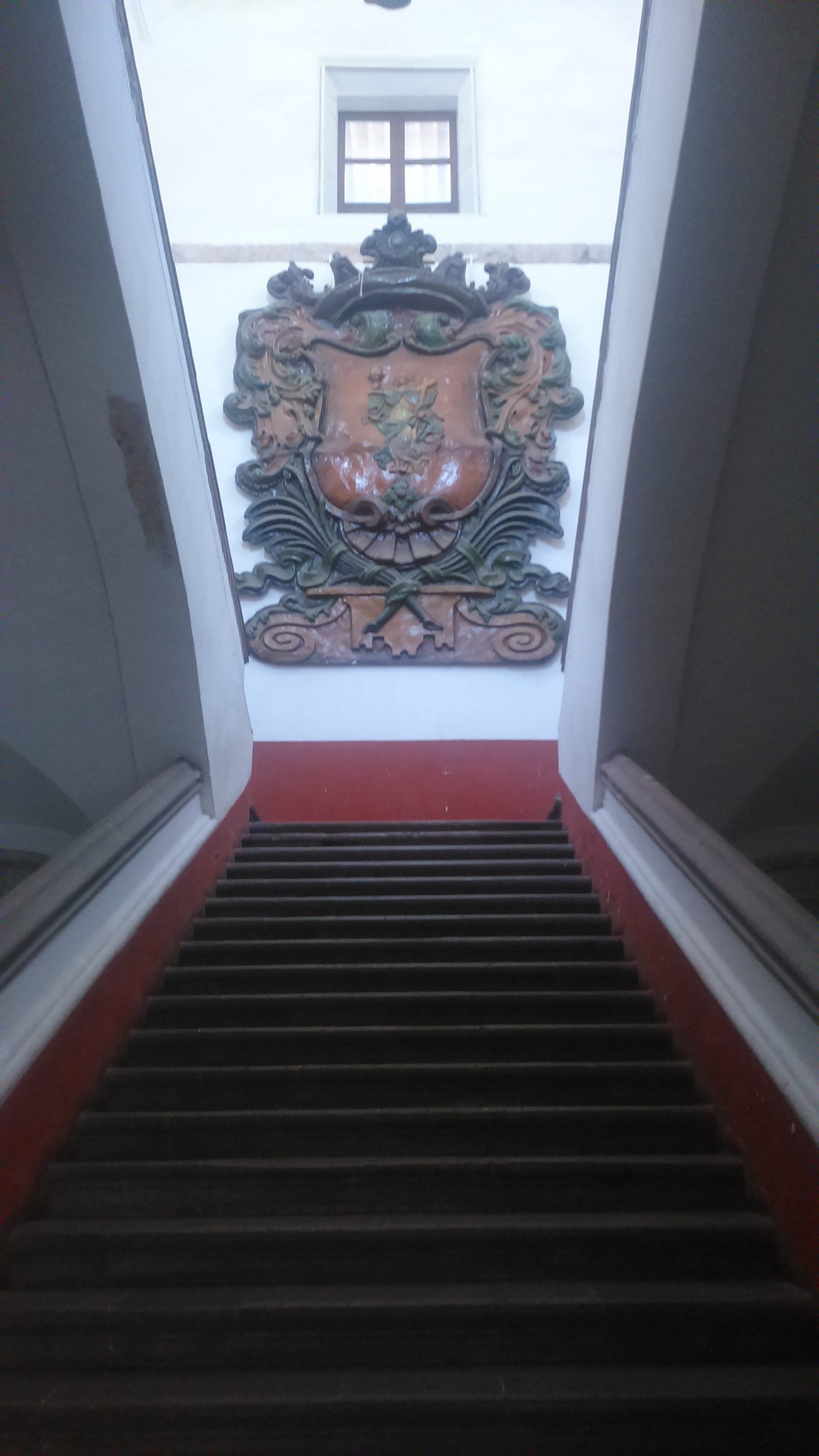
Вівтарний образ з гербом Гуанахуато на сходах монастиря Антігуо де Сан-Агустін (сьогодні Каса-де-ла-Культура) в місті Селайя, штат Гуанахуато.
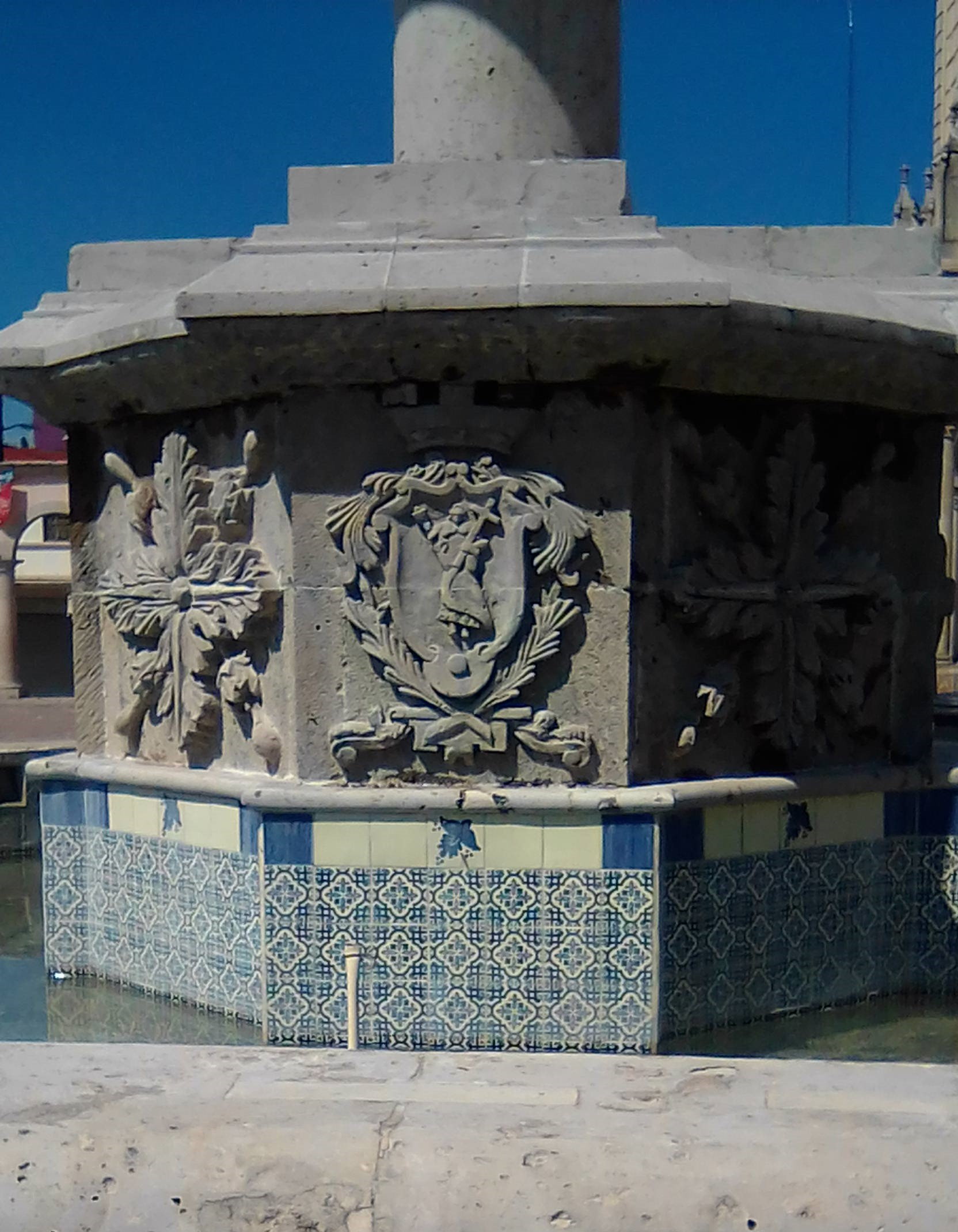
Герб Гуанахуато на фонтані в атріумі парафії Сан-Мігель-Аркангель у місті Уріангато, штат Гуанахуато.